# Cylindrothecium expallens
Cylindrothecium expallens là một loài rêu trong họ Entodontaceae. Loài này được Müll. Hal. & Kindb. Renauld & Cardot mô tả khoa học đầu tiên năm 1893.